# Pseudopieris nehemia
Pseudopieris nehemia is een vlindersoort uit de familie van de Pieridae (witjes), onderfamilie Dismorphiinae.
Pseudopieris nehemia werd in 1836 beschreven door Boisduval.